# Festival Afro Latino
 (juin 2013).
Le Festival Afro Latino est un festival de musiques afro-latines (reggae, salsa, zouk, et autres styles) qui se tient tous les ans fin juin à Brée, en Belgique.

## Programmation

### Années 2000

#### 2002
- vendredi : Buscemi & Squadra Bossa
- samedi : Aché Havana, DJ Sugar Charlie, Kilimanjaro Band, Pastaman, Traktor, Wawadadakwa
- dimanche : Habib Koite & Bamada

#### 2003
- vendredi : Buscemi & Squadra Bossa
- samedi : Laye Diop & Karamala
- dimanche : Belgian Afrobeat Association

#### 2004
- vendredi :DJ Sugar Charly
- samedi : Zuco 103
- dimanche : Miguel Osorio y La Parranda

#### 2005
- vendredi : DJ Sugar Charlie
- samedi : Sun to Sheeva
- dimanche : The Revival Okapi

#### 2006
- vendredi : DJ Sugar Charlie
- samedi : Zap Mama
- dimanche : Chico & The Gypsies

#### 2007
- vendredi
  - Buscemi & Squadra Bossa
  - DJ Sugar Charly
- samedi
  - Africando
  - Afro Yambi Jazz
  - Andy Palacio & Garifuna Collective
  - Daveman
  - Fazao
  - La Turbina Soundsystem
  - Mabulu
  - Palmeras Kanibales
  - Rompe Cabeza
  - Tabou Combo
  - Yerba Buena
- dimanche
  - Havanaluna
  - Jean Bosco Safari
  - John Chris & Burundi Drummers
  - Les Talons Gitans
  - Lura
  - Raul Paz
  - Willy's Sound

#### 2008
- vendredi
  - DJ Daniel
  - DJ Lady Lite
  - DJ Mata Hari & Ad Lindrum
  - DJ Murdock
  - DJ Sugar Charly
  - Ganga Giri
  - MPS Pilot
  - Sonic Junior
  - Squadra Bossa feat. Buscemi, Livingstone & Cortez
  - Zuco 103
- samedi
  - Aser y Boris
  - Calima
  - DLG
  - Dub Inc.
  - Freshlyground
  - Kintaki
  - La Excelencia
  - Lumidee
  - Neco Novellas
  - Ozomatli
  - Shaggy
  - Vieux Farka Touré
- dimanche
  - ATNG
  - Chico & The Gypsies
  - Chiwoniso
  - Dr. Blue Beat
  - La 33
  - La Excelencia & Ray Barretto Tribute
  - Sergent Garcia
  - Strawl & Out of Many
  - Zeker Weten

#### 2009
- vendredi
  - Adani & Wolf
  - Buscemi & Squadra Bossa
  - Daladala Soundz
  - DJ Dunya
  - DJ Mindkiller
  - DJ Sugar Charly
  - Mehdi Haddab & Speed Caravan
  - mps PILOT
- Robert Abigail
  - Señor Torpedo
  - Serial Killaz
- samedi
  - Blick Bassy
  - Café con Leche
  - Camagwini
  - Ky-Mani Marley
  - La Excelencia
  - Locos por Juana
  - Mdungu
  - Oumou Sangaré
  - Seun Kuti & Egypt 80
  - The Toasters
  - Voltio
  - XOVA
- dimanche
  - Apache Indian
  - Black Gandhi
  - Bob Marley Tribute by Ky-Mani Marley
  - Juan Formell y Los Van Van
  - Maguaré
  - Molote´s Piquete
  - Ojos de Brujo
  - Orquesta Belmundo
  - Sabrina Starke
  - Sindicato Sonico
  - Young Livity

### Années 2010

#### 2011
- vendredi
  - Blakkahill
  - Blitz The Ambassador
  - Bong Productions
  - DJ Lass & Angel Vibes
  - DJ Rakka
  - DJ Sugar Charly
  - Dos Locos
  - Frédéric Galliano & Kuduro Sound System
  - Kat Deluna
  - Meta & The Cornerstones
  - Soul Rabbi
  - Squadra Bossa feat. Buscemi
  - Warrior Sound
- samedi
  - Anibal Velasquez
  - Bongomatik
  - Bushman
  - Calle 13
  - DJ Sugar Charly
  - Don Tomasino & Tutti Quanti
  - Herbalize-It
  - Ivory Sound
  - Juan Luis Guerra y 440
  - La Sucursal S.A.
  - Los Aguas Aguas
  - Maanzaad
  - Nomfusi
  - Orchestre Poly-Rythmo de Cotonou
  - Raggamuffin Whiteman
  - Silverbullet
  - Supersonic
  - Third World
- dimanche :
  - Bombino
  - Bonga
  - Ivory Sound
  - Jimmy Cliff
  - La Troba Kung-Fú
  - Los de Abajo
  - Manolito y su Trabuco
  - Meta & The Cornerstones
  - Pow Pow
  - Runn Sound
  - Silverbullit
  - Small Axe
  - Xova

Source : site du festival

#### 2010
- vendredi
  - AKS
  - Bomba Estéreo
  - Buscemi & Squadra Bossa
  - Daladala Soundz
  - DJ Lass & Angel Vibes
  - Dos Locos
  - Kenshiro
  - Mindkiller
  - Sean Paul
  - streamerPILOT
  - Sugar Charly
  - Toxidelic
- samedi	
  - Batucada Sound Machine
  - Blitz the Ambassador
  - Blue King Brown
  - Choc Quib Town
  - Don Tomasino & Tutti Quanti
  - Dubmarine
  - Ephrem J
  - Fatoumata Diawara
  - Havana d'Primera
  - Inner Circle
  - Jomion & Les Uklo's
  - La Excelencia
  - Notch
  - T-Vice
  - Toumast
- dimanche
  - Ali Campbell's UB40
  - BCUC
  - Bombolessé
  - Carlou D
  - Contrabando
  - Denise Belfon
  - El Gran Silencio
  - Está Loco
  - Gilles Peterson & Roberto Fonseca present Havana Cultura
  - Lura
  - MoodCollector
  - Quique Neira

#### 2012
- Vendredi 
  - Batida
  - Bong Productions
  - Buscemi feat. Squadra Bossa
  - Chaka Chaka
  - Che Sudaka
  - DJ Sugar Charly
  - Ganga Giri
  - Jahcoustix
  - Kassav''
  - Raggamuffin Whiteman
  - Sentinel
  - Shaggy'
  - Silverbullet
- samedi
  - Aswad
  - Chaka Chaka
  - Conjunto Angola 70
  - Croma Latina
  - DeeBuzz
  - DJ Sugar Charly
  - Foundation Sound
  - High Grade Sound
  - Internationals
  - Irie Révoltés
  - Irie Vibes Band
  - Jahweh Sound
  - Juan Luis Guerra y 440
  - Kasba
  - Kidum
  - Krosfyah
  - La Excelencia
  - Lass & Angel Vibes
- Dimanche
  - Alpha Blondy & The Solar System
  - DJ Sugar Charly
  - East End Rock
  - Elito Revé y su Charangon
  - Jaojoby
  - Lass & Angel Vibes
  - Les Nobods
  - Pow Pow Movement
  - Raggamuffin Whiteman
  - Sabor de Gràcia
  - Silverbullet
  - SMOD
  - Tommy Tornado
  - Ziggi Recado & the Renaissance Band
  - Zule Max

#### 2013
| Vendredi | Samedi | Dimanche |
| --- | --- | --- |
| - Black Bazar - Buscemi - Checkpoint Guanabana - Juan Magan - Otros Aires - Popcaan - Sabena - T-Vice - Tambours du Bronx - Tego Calderón | - Baloji - Ebo Taylor - Gente de Zona - Jungle by Night - Kuenta i Tambu - Meta & The Cornerstones - Prince Royce - Romain Virgo - T-Vice - Tromboranga - Yuniel Jimenez | - Adalberto Alvarez y su Son - DJ Tudo & Sua Gente de Todo Lugar - Fatoumata Diawara - Flavia Coelho - Jamaram - Katchafire - La Makina del Karibe - Maxi Priest |

#### 2014
| Vendredi | Samedi | Dimanche |
| --- | --- | --- |
| - Buscemi ft. Aline Lua (live) - DLG (Dark Latin Groove) - Daddy Yankee - Farruko - Groovalicious - Kes the Band - mps PILOT | - Bassekou Kouyaté & Ngoni Ba - Busy Signal - Charanga Habanera - Deventer Vibes - Juan Fernando Fonseca - Kes the Band - Los Callejeros - Los Rakas - Macka B - Staff des Leaders - Vena | - Babylon Circus - Be Ignacio - Maga Bo - Orquesta SCC - RoCola Bacalao - Rootsriders feat. Michell Brunings - The Garifuna Collective - Yuniel Jimenez |